# 島根県道299号下府江津線
島根県道299号下府江津線（しまねけんどう299ごう しもこうごうつせん）は、島根県浜田市から江津市に至る一般県道である。

## 概要
浜田市下府町から江津市敬川町に至る。

### 路線データ
- 起点：浜田市下府町（王水道交差点、国道9号交点、島根県道50号田所国府線終点）
- 終点：江津市敬川町（敬川橋東詰交差点、国道9号交点）

## 歴史
- 1966年（昭和41年）3月29日 - 島根県告示第423号により認定される。

前身は国道9号。それまでの島根県道浜田江津線という一般県道が国道9号に移行したことにより国道9号でなくなった部分が本路線に移行した。
- 1969年（昭和44年）3月1日 - 那賀郡国府町が浜田市に編入されたことにより起点の地名が変更される（那賀郡国府町下府→浜田市下府町）。
- 1972年（昭和47年）頃 - 現行の県道番号に変更される。

## 路線状況

### 重複区間
- 島根県道50号田所国府線（浜田市下府町（起点） - 浜田市大金町）
- 島根県道301号佐野波子停車場線（浜田市宇野町 - 浜田市大金町）
- 島根県道300号跡市波子停車場線（浜田市大金町）

### 道路施設

#### 橋梁
- 府中橋（下府川、浜田市、島根県道50号田所国府線重複区間内）
- 大橋（下府川、浜田市、島根県道50号田所国府線重複区間内）
- 中橋（下府川、浜田市、島根県道50号田所国府線重複区間内）

## 地理

### 通過する自治体
- 浜田市
- 江津市

### 交差する道路
| 交差する道路                                                                          | 市町村名 | 交差する場所 | 交差する場所            |
| ------------------------------------------------------------------------------------- | -------- | ------------ | ----------------------- |
| 国道9号 国道186号 重複 島根県道50号田所国府線 重複区間起点                            | 浜田市   | 下府町       | 王水道交差点 / 起点     |
| 島根県道254号はまだリゾート線                                                         | 浜田市   | 宇野町       |                         |
| 島根県道301号佐野波子停車場線 重複区間起点                                            | 浜田市   | 宇野町       |                         |
| 島根県道300号跡市波子停車場線 重複区間起点 島根県道301号佐野波子停車場線 重複区間終点 | 浜田市   | 大金町       |                         |
| 島根県道50号田所国府線 重複区間終点 島根県道300号跡市波子停車場線 重複区間終点        | 浜田市   | 大金町       |                         |
| E9 山陰自動車道 / 江津道路                                                            | 江津市   | 敬川町       | 江津西IC                |
| 国道9号 国道186号 重複                                                                | 江津市   | 敬川町       | 敬川橋東詰交差点 / 終点 |

### 交差する鉄道
- 山陰本線

### 沿線
- 浜田市立浜田東中学校
- 国鉄今福線（戦前建設放棄線）未成線跡地
- JR西日本山陰本線 敬川駅